# Schottegat

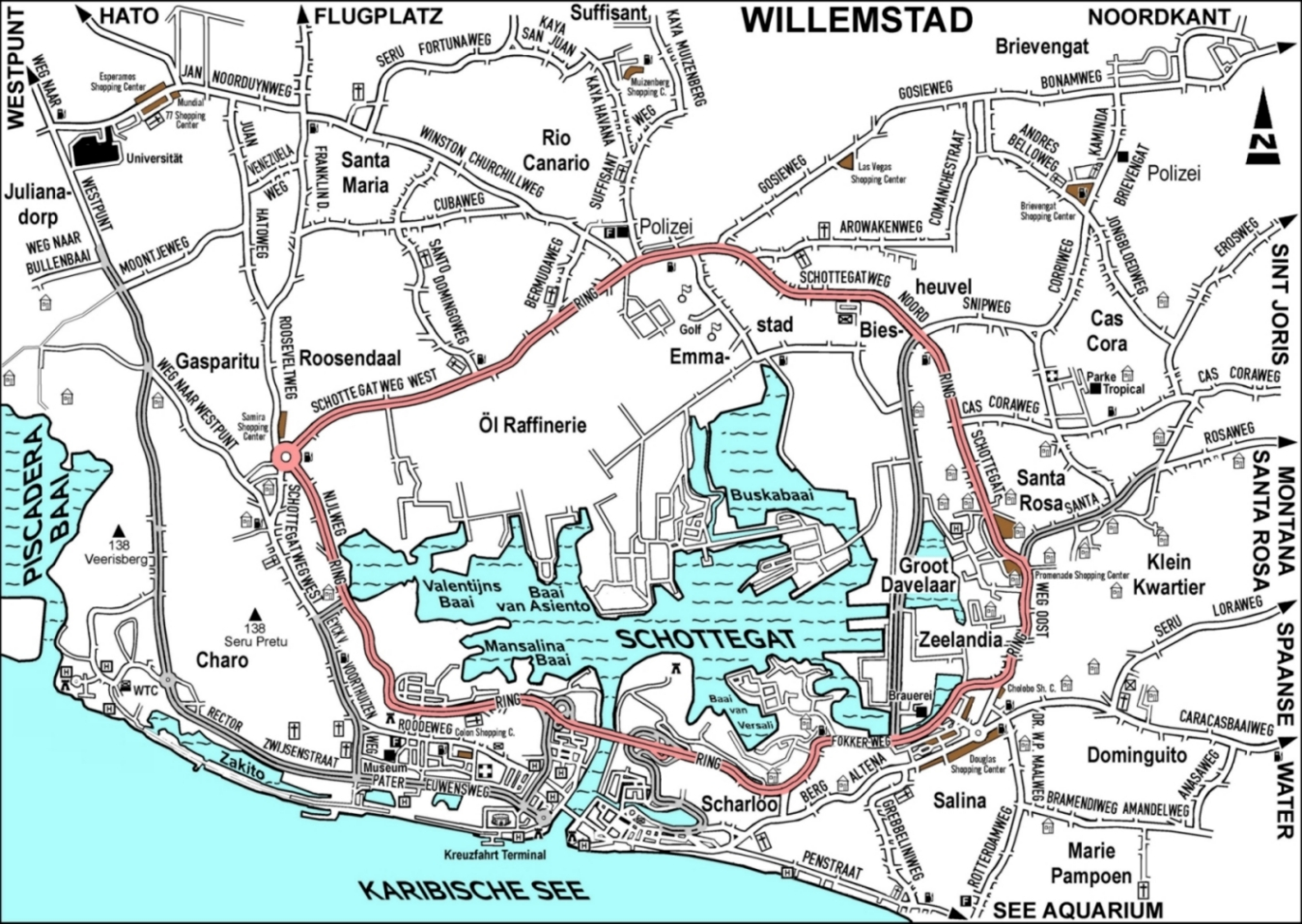
Karte vom Großraum Willemstad

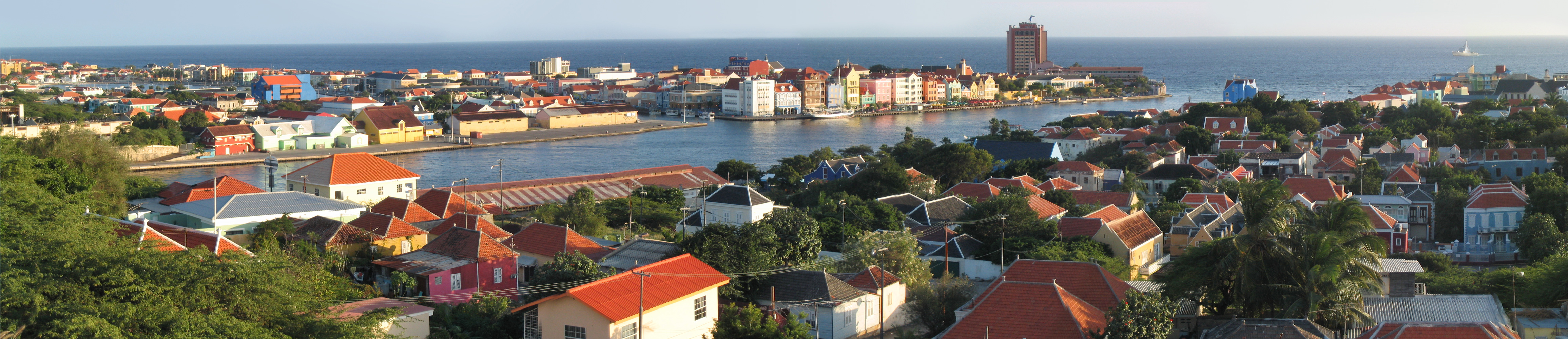
Die Sint Annabaai (St.-Anna-Bucht) in südöstlicher Richtung gesehen. Im Vordergrund Otrabanda und auf der anderen Seite Punda

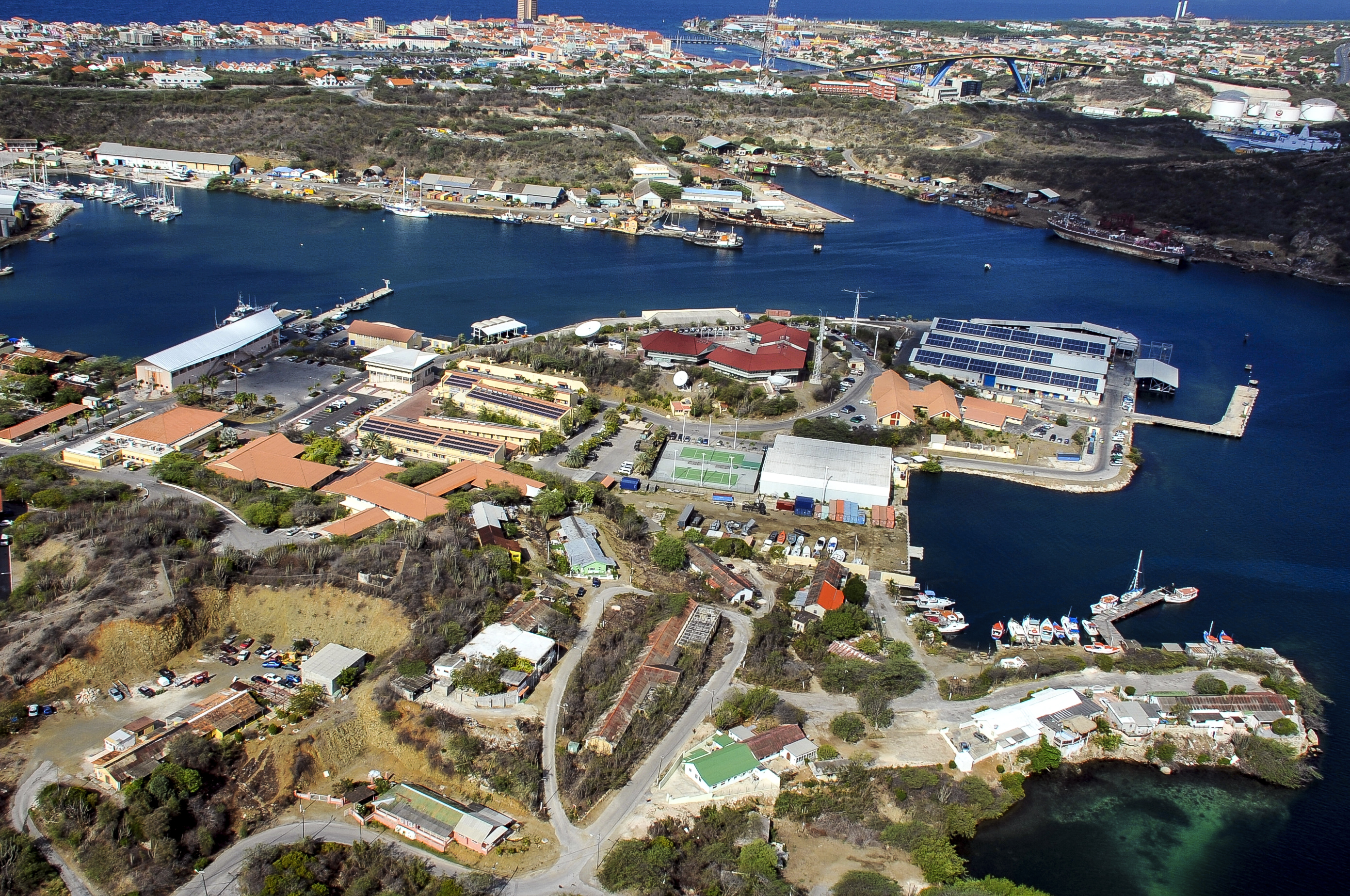
Marinebasis Parera

Das Schottegat ist der natürliche Hafen von Willemstad, der Hauptstadt von Curaçao auf den Kleinen Antillen.
Curaçao wurde 1634 von den Niederländern im Rahmen des Achtzigjährigen Krieges von den Spaniern erobert. Die Niederländische Westindische Kompanie (WIC) interessierte sich besonders für Curaçao aufgrund ihres großen natürlichen Hafens, des Schottegat, der vom Meer über die „Sint Annabaai“ (St.-Anna-Bucht) erreicht werden konnte. Unmittelbar nach der Besetzung der Insel wurde am Eingang der St.-Anna-Bucht eine provisorische Verteidigungsstruktur errichtet.
Das Schottegat umfasst heute:
- Isla, eine Halbinsel mit den Raffinerien der PDVSA (nationale venezolanische Ölgesellschaft),
- Fort Nassau, eine Festung aus dem Jahr 1797,
- den Marinestützpunkt Parera.

Die St.-Anna-Bucht wird von zwei Brücken gequert, der Königin-Emma-Brücke im Süden und der Königin-Juliana-Brücke im Norden.